# Dramelay
Dramelay je naselje in občina v francoskem departmaju Jura regije Franche-Comté. Naselje je leta 2009 imelo 33 prebivalcev.

## Geografija
Kraj leži v pokrajini Franche-Comté 45 km severovzhodno od Bourg-en-Bressa in 119 km jugozahodno od Besançona.

## Uprava
Občina Dramelay skupaj s sosednjimi občinami Arinthod, Aromas, La Boissière, Cernon, Cézia, Charnod, Chatonnay, Chemilla, Chisséria, Coisia, Condes, Cornod, Fétigny, Genod, Lavans-sur-Valouse, Légna, Marigna-sur-Valouse, Saint-Hymetière, Savigna, Thoirette, Valfin-sur-Valouse, Vescles in Vosbles sestavlja kanton Arinthod s sedežem v Arinthodu. Kanton je sestavni del okrožja Lons-le-Saunier.

## Zanimivosti
- ruševine gradu château de Dramelay,
- kapela sv. Petra in Roka.